# 恶虎滩乡
恶虎滩乡，是中华人民共和国山西省吕梁市兴县下辖的一个乡镇级行政单位。2021年5月28日，撤销恶虎滩乡，整建制并入奥家湾乡。

## 行政区划
恶虎滩乡下辖以下地区：
恶虎滩村、王家沟村、下会村、刘家湾村、沟门前村、安乐沟村、白崖沟村、明通沟村、阳会崖村、郭家圪台村、庄儿上村、新窑上村、石楼圪台村、李家庄村和康家沟村。